# NTT東日本関東病院
NTT東日本関東病院（エヌティティひがしにほんかんとうびょういん）は、東京都品川区でNTT東日本が運営する企業立病院である。1999年（平成11年）、それまでの関東逓信病院（かんとうていしんびょういん）から改称した。

## 概要
東京都品川区・大田区における地域がん診療拠点病院、また、東京都災害拠点病院に指定されている。病院は1952年（昭和27年）1月、日本電信電話公社の職域病院、関東逓信病院として開設された。1986年（昭和61年）6月以降は保険医療機関の指定を受けて一般に開放され、NTTグループ社員に限らず誰でも利用できるようになり、1999年（平成11年）7月から現在の名称となった。
2000年（平成12年）12月に完成した現在の病院は、約600床の病床を備えた地上11階・地下4階建ての建築物である。地下は主に150台収容の外来患者向け・見舞い面会者向け有料駐車場、2階にはサービス施設としてコンビニエンスストア（ミニストップ）、軽食レストランとしてガーデンカフェ、理容室、土日も稼働のみずほ銀行ATMなどがある。また、一部の病棟を除き、入院中の食事は選択制をとっており、更に差額（税込：220円）を払うことによって、焼きたてパンや挽きたてコーヒーなどの特別食も提供される。最上階の11階はセキュリティを重視した特別病棟で、差額ベッド料約4万円～約13万円の特別個室がある。
また、希望によって病室の有線インターネットを利用できるが、LAN回線に限りがあるため誰でも利用できる訳ではなく、ノートパソコン持参者専用であり、入院後に病棟で申込しベッド脇にモデム設置が必要。外来ロビーや病棟のデイルームにおいては、NTTグループ各社の無料Wi-Fiが利用可能であるが、必ずしも回線状況は良いとは限らない。病室には無料Wi-Fiは無い。（2023年現在全病室無料Wi-Fi）
病院は2007年（平成19年）、雑誌記事の病院ランキングにおいて、聖路加国際病院（東京都中央区）に次ぐ総合2位として紹介されたことがある。その他、ガンマナイフ治療の普及を推進している脳神経外科が対外的には有名である。また1976年（昭和51年）に国内初のペインクリニック科を創設した。
2011年（平成23年）3月、国際病院評価機構であるJoint Commission International（JCI）による認証を取得した。
2012年（平成24年）6月15日、敷地内のレストラン棟に「NTT東日本関東病院タニタ食堂」がオープンした。現在はガーデンカフェ池田山が同レストラン棟にて営業。

## 診療科
- 救急科
- 総合診療科
- 国際診療科
- 循環器内科
- 消化器内科
- 消化管内科
- 肝胆膵内科
- 脳神経内科
- 高血圧・腎臓内科
- 糖尿病・内分泌内科
- 血液内科
- 腫瘍内科
- 感染症内科
- リウマチ膠原病科
- 心療内科
- 外科
- 呼吸器内科
- 呼吸器外科
- 心臓血管外科
- 脳血管内科
- 脳神経外科
- 整形外科
- スポーツ整形外科
- 乳腺外科
- 形成外科
- 歯科口腔外科
- 皮膚科
- 泌尿器科
- 産婦人科
- 眼科
- 耳鼻咽喉科・頭頸部外科
- 小児科
- 精神神経科
- 放射線科
- ペインクリニック科
- リハビリテーション科
- 緩和ケア科
- 病理診断科
- 麻酔科
- 集中治療科

## 交通アクセス
- JR山手線、東急池上線 五反田駅から徒歩で約7分。
- 都営地下鉄浅草線 五反田駅から徒歩で約5分。
- 五反田駅から無料のシャトルバスが平日は運行されている。無料ではあるが、正しくは募金制であり、バス車内には任意の額を支払う募金箱が設置されている。そのためチャリティーバスという。